# میرووا
میرووا (به چکی: Mírová) یک منطقهٔ مسکونی در جمهوری چک است که در ناحیه کارلووی واری واقع شده‌است. میرووا ۳٫۸۹ کیلومتر مربع مساحت و ۲۹۲ نفر جمعیت دارد و ۴۱۴ متر بالاتر از سطح دریا واقع شده‌است.